# Torneo de Delray Beach 2023
El Delray Beach Open 2023 fue un evento de tenis de la ATP Tour 250 serie. Se disputó en Delray Beach, Estados Unidos en el Delray Beach Tennis Center desde el 13 hasta el 19 de febrero de 2023.

## Distribución de puntos
| Modalidad            | Campeón | Finalista | Semifinales | Cuartos de final | 2ª ronda | 1ª ronda | Clasificados | 2ª ronda de clasificación | 1ª ronda de clasificación |
| Individual masculino | 250     | 165       | 100         | 50               | 25       | 0        | 13           | 7                         | 0                         |
| Dobles masculino     | 250     | 150       | 90          | 45               | 20       | 0        | -            | -                         | -                         |

## Cabezas de serie

### Individuales masculino
| Tenista            | Ranking | Preclasificado |
| Taylor Fritz       | 8       | 1              |
| Tommy Paul         | 19      | 2              |
| Denis Shapovalov   | 27      | 3              |
| Miomir Kecmanović  | 33      | 4              |
| Yoshihito Nishioka | 34      | 5              |
| Jenson Brooksby    | 36      | 6              |
| John Isner         | 39      | 7              |
| Ben Shelton        | 41      | 8              |
| Jeffrey John Wolf  | 43      | 9              |

- Ranking del 6 de febrero de 2023.[2]

### Dobles masculino
| Tenistas                          | Ranking | Preclasificado |
| Marcelo Arévalo Jean-Julien Rojer | 10      | 1              |
| Jamie Murray Michael Venus        | 50      | 2              |
| Nathaniel Lammons Jackson Withrow | 94      | 3              |
| Julian Cash Henry Patten          | 127     | 4              |

## Campeones

### Individual masculino
Taylor Fritz venció a  Miomir Kecmanović por 6-0, 5-7, 6-2

### Dobles masculino
Marcelo Arévalo /  Jean-Julien Rojer vencieron a  Rinky Hijikata /  Reese Stalder por 6-3, 6-4